# Prowincja Mariscal Nieto
Prowincja Mariscal Nieto (hiszp. Provincia de Mariscal Nieto) – jedna z trzech prowincji, które tworzą region Moquegua w Peru.
Prowincja powstała w 1936 zgodnie z ustawą nr 8230. Z punktu widzenia Kościoła katolickiego jest częścią diecezji Tacna i Moquegua, które z kolei należy do archidiecezji Arequipa.

## Podział administracyjny
Prowincja Mariscal Nieto dzieli się na 6 dystryktów:
- Moquegua
- Carumas
- Cuchumbaya
- Samegua
- San Cristobal de Calacoa
- Torata

## Demografia
Według spisu ludności 2007 w prowincji było 72.849 mieszkańców.